# Running Out of Time
"Running Out of Time" é uma canção da banda de rock estadunidense Paramore, lançada em 16 de fevereiro de 2023 como o quarto single do sexto álbum de estúdio da banda This Is Why (2023). Um vídeo musical foi lançado no mesmo dia que a canção. A faixa teve sua estreia em 7 de fevereiro durante um concerto no Grand Ole Opry e foi apresentada no Jimmy Kimmel Live! em 14 de fevereiro.
A canção foi composta por Hayley Williams, Taylor York e Zac Farro, enquanto foi produzida por Carlos de la Garza. Williams disse que a canção é "sobre como estou sempre atrasada para tudo", e que foi influenciada por sua amizade com Taylor Swift. Os críticos deram opiniões positivas à faixa e ao vídeo musical, e notaram que a canção aborda temas de gerenciamento de tempo e ansiedade.

## Desenvolvimento e lançamento
"Running Out of Time" teve seu lançamento oficial como single em 16 de fevereiro de 2023, após o lançamento do This Is Why em 10 de fevereiro. De acordo com a vocalista Hayley Williams, a canção foi escrita nos estágios iniciais do álbum; ela concebeu o refrão primeiro e depois compôs a letra. Williams disse que, ao compor a canção, ela "queria se desafiar a escrever sobre coisas comuns". Ela também afirmou que escrever sobre "coisas mundanas" "evitou que [ela] ficasse profunda e sombria", mas que "expandir esses sentimentos não é tão diferente das ansiedades que muitos de nós sentimos sobre viver no planeta Terra em 2023".
A banda estreou a canção no Grand Ole Opry em Nasvhille, Tennessee, em 7 de fevereiro. Para introduzir a canção, Williams disse: "Esta é uma canção sobre como estou atrasada para tudo... Não é realmente tão profunda, a menos que você queira pensar na morte do planeta. Então pode ser tão profundo". A banda também apresentou a faixa no Jimmy Kimmel Live! em 14 de fevereiro. A canção foi enviada para as rádios alternativas dos Estados Unidos em 23 de maio de 2023.

## Composição e temas

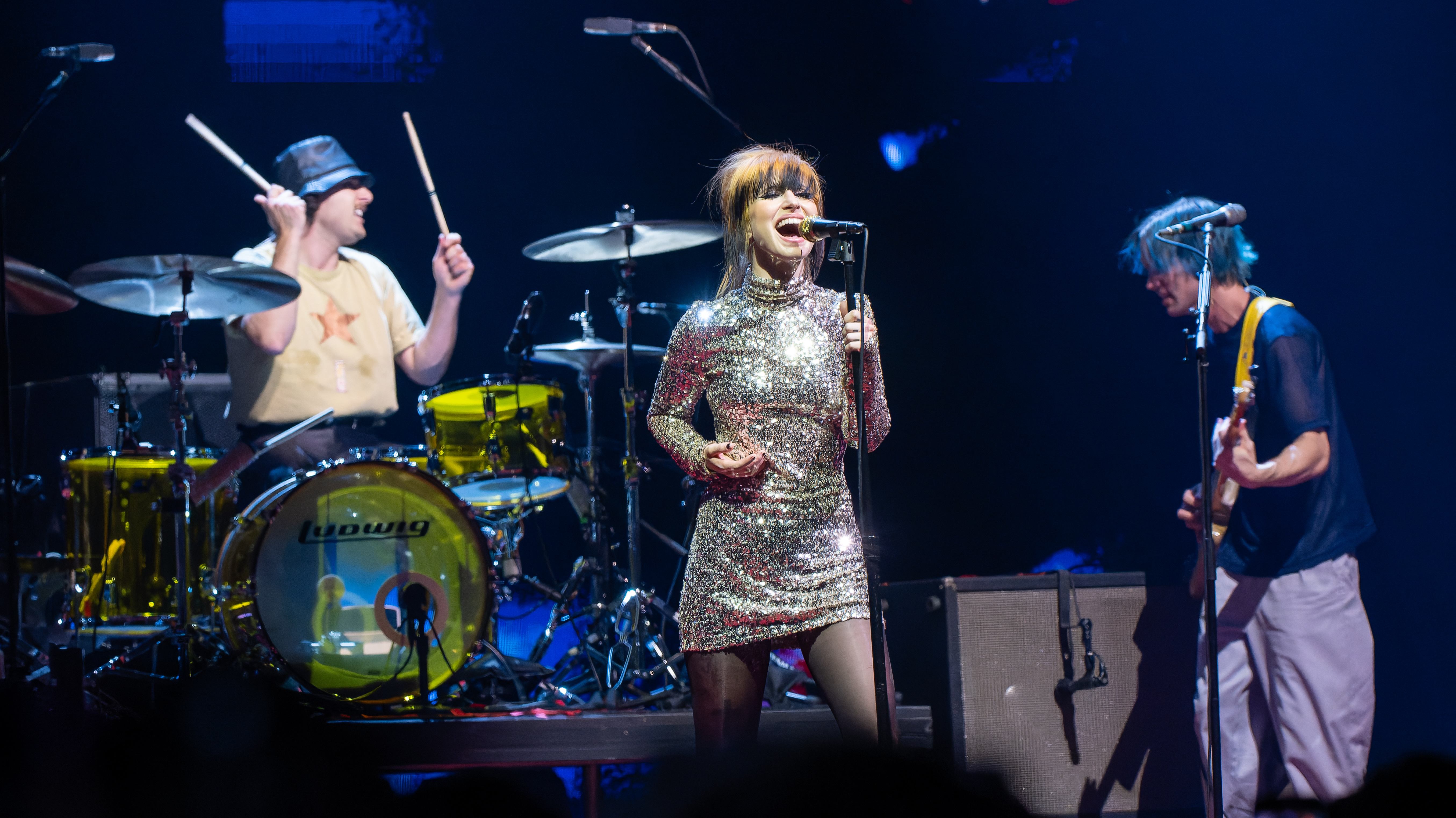
Paramore performando em 20 de abril de 2023, durante a This Is Why Tour.

"Running Out of Time" é descrita como uma canção pop rock. Os críticos notaram que a canção lida com temas "relacionáveis" de gerenciamento de tempo e ansiedade. Numa análise para a Stereogum, Vivek Maddala escreveu que a canção "explora uma doença simples e comum: estar habitualmente atrasado para as coisas", e que esse tema se reflete na composição da canção: por exemplo, o riff de guitarra inicial se contrapõe para criar uma sensação de que "a canção [é] 'apressada' porque soa como se tivéssemos perdidos na batida", e "invocando a sensação de estar 'sem tempo'". Arlo Winokur da WERS, escreveu que a canção faz a banda "perseguir algo que não tem esperança de alcançar". Escrevendo para a Spin, Jonathan Cohen observou que "a canção mostra Williams dando a mesma desculpa ('fiquei sem tempo') para uma série de responsabilidades pessoais e profissionais, desde esquecer de levar flores para um vizinho, ficar com preguiça de levar o cachorro para passear além da entrada da garagem ou enviar um cartão de condolências". Do mesmo modo, Larisha Paul da Rolling Stone destacou: "Com um arsenal de desculpas prontas, a cantora cria fogos metafóricos e prazos hiperbólicos na faixa para explicar seu hábito de se atrasar". Alexis Petridis escreveu para o The Guardian que a canção "evoca a percepção repentina de que seu tempo na Terra pode não ser tão ilimitado quanto você pensava, e o medo de que você se tornou um adulto sem desenvolver as habilidades para lidar com a vida adulta". Para o The New Yorker, Carrie Battan escreveu que na canção, as "explorações da vida moderna—que são precisas, sinceras e deprimentes em sua suavidade—iluminam por que a nostalgia se tornou um caminho criativo padronizado".
Williams disse que a canção é sobre como ela é "horrível no gerenciamento de seu tempo", e também é uma reflexão sobre suas intenções e caráter. Numa entrevista com Zane Lowe para a Apple Music 1, Williams disse que a canção também foi influenciada pela sua amizade com a artista musical estadunidense Taylor Swift, lembrando de Swift mostrando a ela um armário cheio de itens para dar de presente às pessoas, e que ela pensou: "Oh meu Deus, minha vida não está tão organizada" e "mal consigo me lembrar de enviar um cartão ou flores a alguém".

## Análise da crítica
A canção foi avaliada positivamente pelos críticos de música. Bobby Olivier da Spin elogiou o tema e a letra da canção, chamando a faixa de "divertida" e "um hino para os inimigos da pontualidade, enquanto Williams recita todas as tarefas que ela simplesmente não consegue concluir—chame-a de uma sequência de 'Because I Got High' de Afroman". Arlo Winokur da WERS escreveu que "a bateria explosiva do refrão e os riffs de guitarra adicionam uma energia eletrizante à canção". Grant Sharples da Paste disse que a faixa "encontra um equilíbrio entre texturas atmosféricas e flutuabilidade sincopada que é muito divertida". Clarissa Brooks da NPR Music, chamou a canção de uma das "faixas de destaque" do álbum, explorando "um reconhecimento do sonho febril que todos temos experimentado pós-pandemia" enquanto "brinca com um tipo refrescante de sarcasmo de Williams". Billboard classificou a canção como a terceira melhor faixa do álbum, afirmando que é "facilmente um destaque e uma das faixas mais acessíveis do álbum".

## Vídeo musical

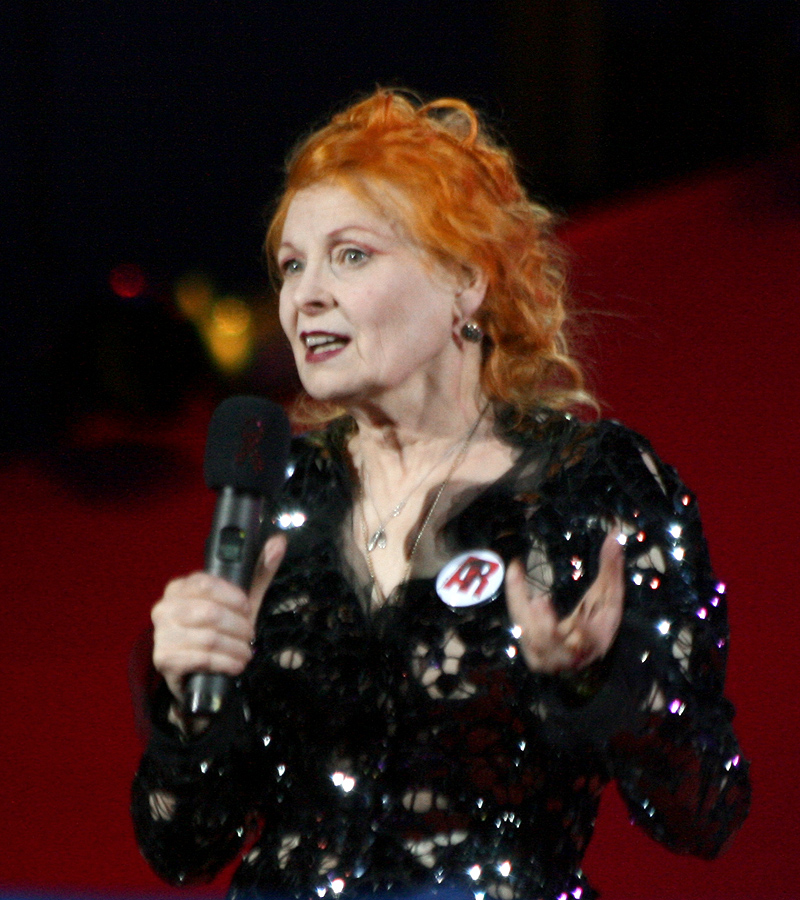
Vivienne Westwood, que influenciou o vídeo para a canção, discursando em 2011.

O lançamento da canção como single veio acompanhado de um vídeo musical, dirigido por Ivanna Borin. O vídeo mostra a vocalista Hayley Williams sendo puxada para um mundo temático de Alice no País das Maravilhas em um estúdio de gravação, onde os instrumentos ganham vida e começam a se aproximar dela. Depois de entrar no mundo através de uma caixa de guitarra, Williams—agora vestida com um espartilho vintage de Vivienne Westwood e calças de cetim rosa—juntamente com o guitarrista Taylor York e o baterista Zac Farro, navegam por "um mundo de cores vibrantes onde as ansiedades relacionadas ao tempo sobre as quais ela canta na canção não desaparecem necessariamente". Os membros da banda, cujo cresceram vários metros de comprimento, trabalham em "uma série de travessuras incomuns" e então "correm em uma pista no espaço para chegar ao estúdio mais uma vez", onde é revelado que Williams está sonhando acordada. Adrian Garro, escrevendo para a Rock Cellar Magazine, disse que o vídeo é "ligeiramente reminiscente da estética de bandas como Nirvana e Smashing Pumpkins usadas na década de 1990".

## Desempenho nas tabelas musicais
| Tabela (2023)                                           | Melhor posição |
| ------------------------------------------------------- | -------------- |
| Estados Unidos (Billboard Hot Rock & Alternative Songs) | 18             |
| Estados Unidos (Billboard Alternative Airplay)          | 24             |
| Nova Zelândia Hot Singles (RMNZ)                        | 18             |
| Reino Unido (OCC)                                       | 74             |

## Histórico de lançamentos
| Região         | Data                    | Formato(s)                 | Gravadora | Ref.   |
| -------------- | ----------------------- | -------------------------- | --------- | ------ |
| Vários         | 16 de fevereiro de 2023 | Download digital streaming | Atlantic  | [ 26 ] |
| Estados Unidos | 23 de maio de 2023      | Alternative radio          | Atlantic  | [ 7 ]  |